# بارت فربروگن
بارت فربروگن (انگلیسی: Bart Verbruggen؛ زادهٔ ۱۸ اوت ۲۰۰۲) بازیکن فوتبال اهل هلند است‌ که برای تیم فوتبال برایتون در لیگ برتر فوتبال انگلستان بازی می‌کند.
از باشگاه‌هایی که در آن بازی کرده‌است می‌توان به اندرلشت و موناکو